# 藤田俊哉
藤田 俊哉（ふじた としや、1971年10月4日 - ）は、静岡県清水市（現静岡市清水区）出身の元プロサッカー選手、サッカー指導者（JFA 公認S級コーチ）。現役時代のポジションはミッドフィールダー。元日本代表。元日本プロサッカー選手会会長。
10年に渡り日本代表にも選出。2001年にJリーグ最優秀選手賞を受賞。

## 選手経歴

### プロ入り前
清水商業高校では、2年時に高校選手権優勝を経験。筑波大学に入学した。

### ジュビロ磐田
1994年、この年にJリーグへ昇格するジュビロ磐田に入団、5月18日、静岡ダービー、清水エスパルス戦で決めたゴールが Jリーグ初ゴールとなった。1年目からレギュラーを獲得し、中山雅史、名波浩らとともに、ステージ優勝6回、年間優勝3回、そしてアジアクラブ選手権優勝1回という磐田黄金時代を作り上げ、1998年には自己ベストの17ゴールを決めた。自身もJリーグベストイレブンに3度選出された。2000年5月3日の対川崎フロンターレ戦で初のハットトリックを達成。このハットトリックはペナルティーキック（PK）を3本決めたもので、PKのみのハットトリックはJリーグでも史上初の記録であった。2001年にはJリーグMVPも受賞するなど活躍を続けた。2002年7月13日、浦和レッズ戦（埼玉スタジアム2002）でVゴールを決め勝利、通算9回のVゴール記録となり、J通算Vゴール数で浦和レッズの福田正博と並び歴代最多タイとなった。(リーグでの延長戦はこの年を最後に廃止された。)
一方で日本代表においては、ファルカン、加茂周、トルシエ、ジーコと歴代の監督により招集された。いずれの監督下でも先発で起用されることもあったが、完全なレギュラーではなくサブとしての登用であった。

### ユトレヒト
海外クラブに所属する選手を重用する傾向があったジーコ監督時代の2003年には、代表定着を狙うためにオランダのFCユトレヒトに半年間の期限付き移籍。この時期は積極的に代表に呼ばれたが、レギュラー定着はできなかった。ユトレヒトでは好プレーを披露し、シーズン終了後には移籍期間延長の打診もあり、藤田自身もオランダでのプレーの続行を望んだが、ユトレヒトには完全移籍に移行する際の移籍金を支払う資金力が無く、加えて成績が下降傾向だった磐田からは移籍期限終了に伴う磐田への復帰を強く要請されたため、日本へ復帰した。

### ジュビロ磐田への復帰
磐田に復帰したものの、2004年末より監督に就任した山本昌邦の方針で出場機会が激減。代表復帰を目指していたことから出場機会を求め、2005年6月名古屋グランパスエイトに完全移籍した。

### 名古屋グランパス
名古屋では主にボランチとして出場し、足掛け4年にわたりチームの精神的支柱として活躍した。2007年6月9日の対川崎フロンターレ戦（豊田スタジアム）の前半1分にPKによる得点を挙げ、中山雅史に次いで史上2人目となるJ1のリーグ戦で14年連続ゴールという記録を達成、6月30日の対ヴァンフォーレ甲府戦（瑞穂陸上競技場）で史上初のJリーグ出場通算400試合を達成、8月25日の対大宮アルディージャ戦でゴールを決め、Jリーグ史上4人目、FW登録以外の選手としては史上初のJリーグ通算100得点を達成。2008年は出場機会が減少。高年俸もネックとなりシーズン終了後に戦力外通告を受ける。

### J2でのプレー
J1クラブも含めて複数のオファーの中から、最も熱心に誘われたJ2・ロアッソ熊本に移籍した。これはロアッソ熊本のスポンサーであった藤田株式会社の藤田勲社長が同じ藤田姓の縁で強く獲得を希望してのものだった。その際、藤田の獲得資金としてスポンサー料を倍額にしている。
2009年シーズンは、51試合中50試合に出場、スタメンでの起用が多く4得点を挙げた。2010年は途中出場中心ながら20試合以上に出場し、2得点を挙げていたが、11月22日、藤田の意向により家庭の事情を理由 にロアッソ熊本を退団する事が発表された。なお、2010年度中に日本サッカー協会指導者ライセンスA級ジェネラルを取得している。
2011年シーズンより、ジェフユナイテッド市原・千葉に完全移籍するも、同年限りで退団した。
2012年1月12日の平成23年度日本サッカー協会(JFA)第9回理事会で、公認S級コーチ・ライセンス養成講習会受講者20名に認定された。
2012年6月27日、自身の公式サイトから現役引退を表明した。J1では通算419試合100ゴールの成績を残した。7月3日に引退会見を行い、「幸せなサッカー人生を送らせてもらったが、引退することを決めました。最後はいくつかのクラブからオファーをいただき悩みましたが、欧州クラブで監督をしたい気持ちがあった」などと語った。

## 日本プロサッカー選手会
2007年5月Jリーグ選手協会、現：日本プロサッカー選手会4代目会長に就任する。当時の藤田は日本代表歴、Jリーグ最優秀選手受賞歴、海外リーグ（FCユトレヒト）での経験を持ち合わせた数少ない現役選手であり、その経験を活かし日本サッカー界に対して様々な改革をおこなった。まず、本田圭佑、吉田麻也の代理人であったFIFA国際サッカー連盟公式選手代理人の清岡哲朗を同協会の執行役員に指名する。2009年には日本プロサッカーリーグ移籍金制度を撤廃する。当時Jリーグクラブ所属の選手達は新規クラブとの契約金もなく、契約を満了し新たなクラブへ移籍する場合でも多額の移籍金が発生し、それが弊害となり多くの選手が引退に追い込まれていた。また2010年10月にはJリーグ選手協会を日本プロサッカー選手会に名称・組織変更をおこない、新たに「Jリーグ経験者で、海外クラブでプレーする日本国籍選手」も加入対象とした。加えて日本代表委員会を設置し、日本代表選手の肖像権・待遇面・日本代表関連収益を財源とした退職金制度設立を日本サッカー協会と議論していくと発表した。 
この流れから日本サッカー協会及び日本プロサッカーリーグと合法的な交渉をおこなうため日本プロサッカー選手会は労働組合化に向けた準備を進め、2011年には労働組合日本プロサッカー選手会を設立した。このような経歴から藤田は頭脳においてもサッカー界のエリート中のエリートとの評価が高い。

## 引退後
2012年8月からJFAの公認S級コーチ・ライセンス養成講習会に参加後、オランダのVVVフェンロ間で単年のコーチ契約を結び、2014年の夏から現地に於いて指導者としての道の第一歩を歩み始める。また、将来的には日本に戻って日本代表の監督などもやりたいとも話した。ジュビロ磐田アンバサダーに就任。
2013年5月23日に国立競技場で「藤田俊哉送別試合」が行われた。ジュビロ磐田で共にプレーしたメンバー中心のジュビロスターズと日本代表経験者中心のジャパンブルーの2チームで戦われ、藤田は前半後半それぞれ別のチームでプレーし2得点を挙げた。
2013年7月、JFA 公認S級コーチに認定される。なお、JFA S級ライセンスとUEFAプロライセンスに互換性がないとされ、オランダではヘッドコーチの就任に留まった。
当初は8月からオランダへ渡欧し、VVVフェンロのコーチに就任する予定だったが、オランダの就労ビザ取得条件が厳しく、ビザ申請が保留されてしまい叶わなかった。それでもVVVフェンロとオランダサッカー協会の協力を経て、2014年1月に就任する可能性が高まった。
2014年から、VVVフェンロのコーチ就任。2017年4月21日、コーチに就任してから初のオランダ2部のエールステ・ディヴィジで優勝を果たした。
2017年7月、リーズ・ユナイテッドAFCではコーチではなく、フロントに入った。その後、リーズとの契約が切れ、2018年9月に日本サッカー協会（JFA）技術委員会の新ポスト、欧州駐在強化部員に就任した。
2022年9月13日、ジュビロ磐田のスポーツダイレクターに就任した。ジュビロは2024年のJ1リーグで18位に終わりJ2降格となったが、日刊スポーツの神谷亮磨からは、シーズン開幕前に選手の約半数を入れ替えるという判断を下した藤田のチーム編成は「失敗」であると指摘されており、15人の選手補強を行ったにも関わらず川島永嗣以外の選手達は戦力になっていないと重ねて指摘されている。ちなみに、藤田は2024年シーズン開幕前の新体制発表の場にて「戦える戦力」であると語っていた。ジュビロはシーズン最終戦のサガン鳥栖戦に敗れ降格となったが、サポーターに向けて頭を下げる一方で報道陣への対応を拒否していたという。

## 人物・エピソード
筑波大学、ジュビロ磐田での先輩にあたる長澤徹は「サッカーがうまくなりたいという純粋な気持ちを持ち続け、誰にもできないスタイルを身に付けた。日本人が目指すべき模範だと思います」と賛辞を贈っている。　　　
ジュビロ磐田の監督である横内昭展とは、オランダのチームで強化部に在籍していた頃、当時森保ジャパンのコーチとして横内がオランダへ視察にきたときに、5,6時間のドライブをした仲。
愛車は2001年Jリーグ最優秀選手副賞の賞品であったサーブ・9-3。

## 所属クラブ
- 静岡市立清水商業高等学校
- 筑波大学蹴球部
- 1994年 - 2005年  ジュビロ磐田
  - 2003年  FCユトレヒト (期限付き移籍)
- 2005年 - 2008年  名古屋グランパスエイト
- 2009年 - 2010年  ロアッソ熊本
- 2011年  ジェフユナイテッド市原・千葉

## 個人成績
| 国内大会個人成績 | 国内大会個人成績 | 国内大会個人成績 | 国内大会個人成績 | 国内大会個人成績 | 国内大会個人成績 | 国内大会個人成績 | 国内大会個人成績 | 国内大会個人成績 | 国内大会個人成績 | 国内大会個人成績 | 国内大会個人成績 |
| 年度             | クラブ           | 背番号           | リーグ           | リーグ戦         | リーグ戦         | リーグ杯         | リーグ杯         | オープン杯       | オープン杯       | 期間通算         | 期間通算         |
| 年度             | クラブ           | 背番号           | リーグ           | 出場             | 得点             | 出場             | 得点             | 出場             | 得点             | 出場             | 得点             |
| 日本             | 日本             | 日本             | 日本             | リーグ戦         | リーグ戦         | リーグ杯         | リーグ杯         | 天皇杯           | 天皇杯           | 期間通算         | 期間通算         |
| ---------------- | ---------------- | ---------------- | ---------------- | ---------------- | ---------------- | ---------------- | ---------------- | ---------------- | ---------------- | ---------------- | ---------------- |
| 1994             | 磐田             | -                | J                | 38               | 7                | 4                | 0                | 1                | 0                | 43               | 7                |
| 1995             | 磐田             | -                | J                | 49               | 11               | -                | -                | 1                | 1                | 50               | 12               |
| 1996             | 磐田             | -                | J                | 25               | 4                | 14               | 1                | 1                | 0                | 40               | 5                |
| 1997             | 磐田             | 10               | J                | 24               | 9                | 6                | 0                | 4                | 3                | 34               | 12               |
| 1998             | 磐田             | 10               | J                | 33               | 17               | 6                | 4                | 3                | 0                | 42               | 21               |
| 1999             | 磐田             | 10               | J1               | 29               | 4                | 4                | 1                | 3                | 0                | 36               | 5                |
| 2000             | 磐田             | 10               | J1               | 30               | 8                | 4                | 1                | 3                | 1                | 37               | 10               |
| 2001             | 磐田             | 10               | J1               | 26               | 11               | 7                | 0                | 2                | 1                | 35               | 12               |
| 2002             | 磐田             | 10               | J1               | 30               | 10               | 7                | 2                | 3                | 0                | 40               | 12               |
| 2003             | 磐田             | 10               | J1               | 13               | 6                | 6                | 0                | -                | -                | 19               | 6                |
| オランダ         | オランダ         | オランダ         | オランダ         | リーグ戦         | リーグ戦         | リーグ杯         | リーグ杯         | KNVBカップ       | KNVBカップ       | 期間通算         | 期間通算         |
| 2003-04          | ユトレヒト       | 16               | エールディヴィジ | 14               | 1                | -                | -                | -                | -                | 14               | 1                |
| 日本             | 日本             | 日本             | 日本             | リーグ戦         | リーグ戦         | リーグ杯         | リーグ杯         | 天皇杯           | 天皇杯           | 期間通算         | 期間通算         |
| 2004             | 磐田             | 10               | J1               | 29               | 7                | 0                | 0                | 5                | 1                | 34               | 8                |
| 2005             | 磐田             | 10               | J1               | 10               | 0                | 0                | 0                | -                | -                | 10               | 0                |
| 2005             | 名古屋           | 10               | J1               | 22               | 2                | 0                | 0                | 2                | 0                | 24               | 2                |
| 2006             | 名古屋           | 10               | J1               | 24               | 2                | 4                | 0                | 2                | 0                | 30               | 2                |
| 2007             | 名古屋           | 10               | J1               | 29               | 2                | 1                | 0                | 2                | 0                | 32               | 2                |
| 2008             | 名古屋           | 10               | J1               | 8                | 0                | 4                | 1                | 1                | 0                | 13               | 1                |
| 2009             | 熊本             | 28               | J2               | 50               | 4                | -                | -                | 1                | 0                | 51               | 4                |
| 2010             | 熊本             | 28               | J2               | 25               | 2                | -                | -                | 0                | 0                | 25               | 2                |
| 2011             | 千葉             | 28               | J2               | 4                | 0                | -                | -                | 1                | 0                | 5                | 0                |
| 通算             | 日本             | 日本             | J1               | 419              | 100              | 67               | 10               | 33               | 7                | 519              | 115              |
| 通算             | 日本             | 日本             | J2               | 79               | 6                | -                | -                | 2                | 0                | 81               | 6                |
| 通算             | オランダ         | オランダ         | エールディヴィジ | 14               | 1                | -                | -                | -                | -                | 14               | 1                |
| 総通算           | 総通算           | 総通算           | 総通算           | 512              | 107              | 67               | 10               | 35               | 7                | 614              | 122              |

その他の公式戦
- 1997年
  - Jリーグチャンピオンシップ 2試合0得点
- 1998年
  - スーパーカップ 1試合0得点
  - Jリーグチャンピオンシップ 2試合1得点
- 1999年
  - Jリーグチャンピオンシップ 2試合0得点
- 2000年
  - スーパーカップ 1試合0得点
- 2001年
  - Jリーグチャンピオンシップ 2試合0得点
- 2003年
  - スーパーカップ 1試合1得点
- 2004年
  - スーパーカップ 1試合0得点

| 国際大会個人成績 | 国際大会個人成績 | 国際大会個人成績 | 国際大会個人成績 | 国際大会個人成績 |
| 年度             | クラブ           | 背番号           | 出場             | 得点             |
| AFC              | AFC              | AFC              | ACL              | ACL              |
| ---------------- | ---------------- | ---------------- | ---------------- | ---------------- |
| 2004             | 磐田             | 10               | 4                | 0                |
| 2005             | 磐田             | 10               | 4                | 1                |
| UEFA             | UEFA             | UEFA             | UEFA EL          | UEFA EL          |
| 2003-04          | ユトレヒト       | 16               | 3                | 0                |
| 通算             | AFC              | AFC              | 8                | 1                |
| 通算             | UEFA             | UEFA             | 3                | 0                |

その他の国際公式戦
- 2003年
  - A3チャンピオンズカップ 3試合0得点

その他
- Jリーグオールスターサッカー選出 : 7回 (1995年, 1996年, 1999年, 2001年, 2004年, 2005年, 2007年)

## 代表歴

### 出場大会
- AFCアジアカップ2004
- FIFAコンフェデレーションズカップ2001
- コパ・アメリカ1999

### 試合数
- 国際Aマッチ 24試合 3得点(1995年 - 2005年)

| 日本代表 | 国際Aマッチ | 国際Aマッチ |
| 年       | 出場        | 得点        |
| -------- | ----------- | ----------- |
| 1995     | 6           | 2           |
| 1996     | 0           | 0           |
| 1997     | 0           | 0           |
| 1998     | 0           | 0           |
| 1999     | 4           | 0           |
| 2000     | 0           | 0           |
| 2001     | 0           | 0           |
| 2002     | 0           | 0           |
| 2003     | 3           | 0           |
| 2004     | 10          | 1           |
| 2005     | 1           | 0           |
| 通算     | 24          | 3           |

### 出場
| No. | 開催日         | 開催都市                   | スタジアム                                 | 対戦相手       | 結果 | 監督                 | 大会                       |
| --- | -------------- | -------------------------- | ------------------------------------------ | -------------- | ---- | -------------------- | -------------------------- |
| 1.  | 1995年02月15日 | シドニー                   |                                            | オーストラリア | ●1-2 | 加茂周               | 国際親善試合               |
| 2.  | 1995年02月23日 | 香港                       |                                            | 中華人民共和国 | ○2-1 | 加茂周               | ダイナスティカップ         |
| 3.  | 1995年06月10日 | ノッティンガム             |                                            | スウェーデン   | △2-2 | 加茂周               | アンブロカップ             |
| 4.  | 1995年08月06日 | 京都府                     | 京都市西京極総合運動公園陸上競技場兼球技場 | コスタリカ     | ○3-0 | 加茂周               | 国際親善試合               |
| 5.  | 1995年10月24日 | 東京都                     | 国立霞ヶ丘競技場陸上競技場                 | サウジアラビア | ○2-1 | 加茂周               | デサント・アディダスマッチ |
| 6.  | 1995年10月28日 | 愛媛県                     | 愛媛県総合運動公園陸上競技場               | サウジアラビア | ○2-1 | 加茂周               | デサント・アディダスマッチ |
| 7.  | 1999年06月03日 | 東京都                     | 国立霞ヶ丘競技場陸上競技場                 | ベルギー       | △0-0 | フィリップ・トルシエ | キリンカップ               |
| 8.  | 1999年06月06日 | 神奈川県                   | 横浜国際総合競技場                         | ペルー         | △0-0 | フィリップ・トルシエ | キリンカップ               |
| 9.  | 1999年07月02日 | アスンシオン               |                                            | パラグアイ     | ●0-4 | フィリップ・トルシエ | コパ・アメリカ             |
| 10. | 1999年07月05日 | ペドロ・ファン・カバジェロ |                                            | ボリビア       | △1-1 | フィリップ・トルシエ | コパ・アメリカ             |
| 11. | 2003年10月08日 | チュニス                   |                                            | チュニジア     | ○1-0 | ジーコ               | 国際親善試合               |
| 12. | 2003年11月19日 | 大分県                     | 大分スポーツ公園総合競技場                 | カメルーン     | △0-0 | ジーコ               | キリンチャレンジカップ     |
| 13. | 2003年12月10日 | 神奈川県                   | 横浜国際総合競技場                         | 韓国           | △0-0 | ジーコ               | 東アジア選手権             |
| 14. | 2004年02月07日 | 茨城県                     | 茨城県立カシマサッカースタジアム           | マレーシア     | ○4-0 | ジーコ               | キリンチャレンジカップ     |
| 15. | 2004年02月12日 | 東京都                     | 国立霞ヶ丘競技場陸上競技場                 | イラク         | ○2-0 | ジーコ               | 国際親善試合               |
| 16. | 2004年03月31日 | シンガポール               |                                            | シンガポール   | ○2-1 | ジーコ               | ワールドカップ予選         |
| 17. | 2004年04月25日 | ザラエジェルツェグ         |                                            | ハンガリー     | ●2-3 | ジーコ               | 国際親善試合               |
| 18. | 2004年04月28日 | プラハ                     |                                            | チェコ         | ○1-0 | ジーコ               | 国際親善試合               |
| 19. | 2004年06月09日 | 埼玉県                     | 埼玉スタジアム2002                         | インド         | ○7-0 | ジーコ               | ワールドカップ予選         |
| 20. | 2004年08月18日 | 静岡県                     | 静岡県小笠山総合運動公園スタジアム         | アルゼンチン   | ●1-2 | ジーコ               | キリンチャレンジカップ     |
| 21. | 2004年09月08日 | コルカタ                   |                                            | インド         | ○4-0 | ジーコ               | ワールドカップ予選         |
| 22. | 2004年11月17日 | 埼玉県                     | 埼玉スタジアム2002                         | シンガポール   | ○1-0 | ジーコ               | ワールドカップ予選         |
| 23. | 2004年12月16日 | 神奈川県                   | 横浜国際総合競技場                         | ドイツ         | ●0-3 | ジーコ               | キリンチャレンジカップ     |
| 24. | 2005年01月29日 | 神奈川県                   | 横浜国際総合競技場                         | カザフスタン   | ○4-0 | ジーコ               | キリンチャレンジカップ     |

### ゴール
| #  | 開催年月日    | 開催地         | 対戦国       | 勝敗 | 試合概要                            |
| -- | ------------- | -------------- | ------------ | ---- | ----------------------------------- |
| 1. | 1995年2月23日 | 中華人民共和国 | 中国         | ○2-1 | 親善試合                            |
| 2. | 1995年6月10日 | イングランド   | スウェーデン | △2-2 | 親善試合                            |
| 3. | 2004年3月31日 | シンガポール   | シンガポール | ○2-1 | 2006 FIFAワールドカップ・アジア予選 |

## 指導歴
- 2014年 - 2017年  VVVフェンロ コーチ
- 2017年 - 2018年  リーズ・ユナイテッドAFC 強化部
- 2018年9月  日本サッカー協会 技術委員会 欧州駐在強化部員
- 2022年 -  ジュビロ磐田 トップチームマネージメント部 スポーツダイレクター

## タイトル

### クラブ
静岡市立清水商業高等学校
- 全国高等学校サッカー選手権大会 : 1回 (1988年)

筑波大学
- 総理大臣杯全日本大学サッカートーナメント : 1回 (1992年)
- 関東大学サッカーリーグ戦1部 : 2回 (1992年、1993年)

ジュビロ磐田
- J1リーグ : 3回 (1997年、1999年、2002年)
  - 1stステージ : 4回 (1998年、1999年、2001年、2002年)
  - 2ndステージ：2回 (1997年、2002年)
- Jリーグカップ：2回 (1998年、2010年)
- スーパーカップ：3回 (2000年、2003年、2004年)
- アジアクラブ選手権：1回 (1998-99)
- アジアスーパーカップ：1回 (1999年)

### 代表
- AFCアジアカップ：1回 (2004年）

### 個人
- Jリーグベストイレブン : 3回 (1998年、2001年、2002年)
- Jリーグ最優秀選手賞 (2001年)
- 日本年間最優秀選手賞 (2002年)
- Jリーグ功労選手賞 (2012年)